# Кореньков, Михаил Андреевич
Михаил Андреевич Кореньков (13 января 1924, с. Ровны, Воронежская губерния — 21 ноября 2008, Белгород) — советский военнослужащий, участник Великой Отечественной войны, полный кавалер ордена Славы, командир расчёта 76-миллиметровой пушки 601-го стрелкового полка 82-й стрелковой дивизии 47-й армии 1-го Белорусского фронта, рядовой; младший сержант.

## Биография
Родился 13 января 1924 года в селе Ровны (ныне Вейделевского района Белгородской области) в семье крестьянина. Русский. Работал в колхозе. В 1941 году окончил среднюю школу. 
В ноябре 1941 года добровольцем пошел в РККА. На фронте в Великую Отечественную войну с декабря 1941 года. Сражался на Курской дуге, участвовал в боях за освобождение Белгорода. В боях с немецкими войсками был трижды ранен.
Командир расчёта 76-миллиметровой пушки 601-го стрелкового полка рядовой Михаил Кореньков 14 января 1945 года юго-западнее города Варка, ведя огонь прямой наводкой, вывел из строя три пулемёта, свыше отделения пехоты. Приказом от 26 февраля 1945 года «за образцовое выполнение заданий командования в боях с немецко-фашистскими захватчиками» красноармеец Кореньков Михаил Андреевич награждён орденом Славы 3-й степени.
15-16 февраля 1945 года у населённого пункта Альт Рюднитц огнём прямой наводкой подавил два пулемёта, накрыл свыше двадцати вражеских солдат, разбил три дома, где засели автоматчики противника. Своими действиями способствовал занятию населённого пункта. За этот подвиг красноармеец Кореньков Михаил Андреевич 16 марта 1945 года награждён орденом Славы 3-й степени.
Младший сержант Михаил Кореньков 28 апреля 1945 года в боях под столицей Германии — городом Берлином, командуя расчётом, подавил три пулемётные точки, два противотанковых орудия. Приказом от 27 мая 1945 года «за образцовое выполнение заданий командования в боях с немецко-фашистскими захватчиками» младший сержант Кореньков Михаил Андреевич награждён орденом Славы 2-й степени.
После окончания войны служил в Германии, затем — в Кронштадтском морском оборонительном районе. В 1947 году младший лейтенант М. А. Кореньков уволен в запас. В марте 1948 года окончил курсы бухгалтеров в Старом Осколе. Работал в Курске инспектором-ревизором, начальником отдела областного стройуправления промсовета.
Указом Президиума Верховного Совета СССР от 24 октября 1966 года «за образцовое выполнение заданий командования в боях с немецко-фашистскими захватчиками» Кореньков Михаил Андреевич перенаграждён орденом Славы 1-й степени, став полным кавалером ордена Славы.
В 1955 году уехал в город Норильск Красноярского края. До 1975 года работал забойщиком на рудниках горно-металлургического комбината. С 1975 года М. А. Кореньков — на пенсии. С этого времени жил в городе Белгороде. До 1984 года продолжал работать на авторемонтном заводе в объединении «Промвентиляция». Удостоен звания «Почётный металлург СССР».
Принимал участие в ветеранском движении, был членом президиума городского совета ветеранов. Участник юбилейного — 50-го Парада Победы 1995 года в городе-герое Москве на Красной площади.
Скончался 21 ноября 2008 года.

## Награды и звания
- орден Отечественной войны 1-й степени
- орден Красной Звезды[2]
- ордена Славы 1-й, 2-й и 3-й степеней
- медаль «За отвагу»
- знак «Отличник цветной металлургии»[2]
- почётным знаком Российского комитета ветеранов войны и военной службы
- почётной грамотой Главы Администрации Белгородской области
- другие медали и грамоты.
- звание «Почётный гражданин города Белгорода», присвоено постановлением главы администрации города Белгорода от 21 февраля 1995 года № 197 за многолетнюю трудовую деятельность на Белгородчине, проявленное мужество и героизм в годы Великой Отечественной войны, большой личный вклад в организацию военно-патриотического воспитания молодежи[2].